# Arthur Henderson, Baron Rowley
Arthur Henderson, Baron Rowley PC KC (* 27. August 1893; † 28. August 1968) war ein britischer Rechtsanwalt und Politiker der Labour Party, der mit Unterbrechungen 34 Jahre lang Abgeordneter des House of Commons sowie zeitweilig Luftfahrtminister (Secretary of State for Air) war und 1966 als Life Peer aufgrund des Life Peerages Act 1958 Mitglied des House of Lords wurde.

## Leben

### Studium und Rechtsanwalt
Henderson war ein Sohn von Arthur Henderson, der drei Mal Vorsitzender der Labour Party, 28 Jahre lang Abgeordneter des House of Commons sowie mehrmals Minister war und als Vorsitzender der Genfer Abrüstungskonferenz 1934 mit dem Friedensnobelpreis ausgezeichnet wurde. Er selbst absolvierte seine schulische Ausbildung an der Central School in Darlington sowie am Queen’s College in Taunton und begann danach ein Studium der Rechtswissenschaften am Trinity Hall der University of Cambridge, das er mit Bachelor of Laws (LL.B.) abschloss.
Nachdem Henderson während des Ersten Weltkrieges seinen Militärdienst abgeleitet hatte, setzte er sein Studium der Rechtswissenschaften am Trinity College der University of Cambridge und beendete dieses mit einem Master of Laws (LL.M.). Anschließend erhielt er 1921 seine anwaltliche Zulassung bei der Anwaltskammer (Inns of Court) von Middle Temple und nahm daraufhin eine Tätigkeit als Barrister auf.

### Unterhausabgeordneter und Juniorminister
Bei den Unterhauswahlen vom 6. Dezember 1923 wurde Henderson erstmals als Abgeordneter in das House of Commons gewählt und vertrat in diesem bis zum 29. Oktober 1924 den Wahlkreis Cardiff South.
Nach seinem Ausscheiden aus dem Unterhaus arbeitete er wieder als Rechtsanwalt, ehe er nach den Unterhauswahlen vom 30. Mai 1929 wieder zum Unterhausabgeordneten gewählt wurde und dort bis zum 27. Oktober 1931 abermals den Wahlkreis Cardiff South vertrat. Während dieser Zeit war er zwischen Mai 1929 und Oktober 1931 auch Parlamentarischer Privatsekretär von William Jowitt, dem Generalstaatsanwalt im Kabinett von Premierminister Ramsay MacDonald. Nachdem er bei den Unterhauswahlen am 27. Oktober 1931 wieder seinen Sitz im Unterhaus verloren hatte, nahm er seine Tätigkeit als Rechtsanwalt wieder auf. 
Bei den Unterhauswahlen am 14. November 1935 wurde er abermals zum Abgeordneten in das House of Commons gewählt und vertrat dort bis zu dessen Auflösung am 23. Februar 1950 den Wahlkreis Kingswinford. Während des Zweiten Weltkrieges leistete Henderson, der für seine anwaltlichen Verdienste 1939 Kronanwalt (King’s Counsel) wurde, wieder Wehrdienst und wurde 1941 zum Major befördert. In der von Premierminister Winston Churchill geleiteten Koalitionsregierung wurde er im März 1942 zunächst Unterstaatssekretär und dann zwischen Februar 1943 bis Mai 1945 Finanzsekretär im Kriegsministerium (Financial Secretary to the War Office).
Nachdem die Labour Party die Unterhauswahlen am 5. Juli 1945 gewonnen hatte und mit Clement Attlee den Premierminister stellen konnte, wurde Henderson im August Unterstaatssekretär für Indien und Burma. Diese Funktionen leitete er bis zur Souveränität Indiens und der damit verbundenen Auflösung des India Office im August 1947. Danach war er für kurze Zeit Staatsminister für die Beziehungen zum Commonwealth of Nations.

### Luftfahrtminister und Oberhausmitglied
Im Anschluss wurde er am 7. Oktober 1947 Nachfolger von Philip Noel-Baker als Luftfahrtminister (Secretary of State for Air) und bekleidete dieses Amt bis zum Ende von Attlees Amtszeit am 25. Oktober 1951. Zwischenzeitlich wurde Henderson, der 1947 auch Privy Councillor wurde, bei den Unterhauswahlen vom 23. Februar 1950 im neugeschaffenen Wahlkreis Rowley Regis and Tipton zum Abgeordneten in das Unterhaus wiedergewählt und gehörte diesem nunmehr bis zu seinem Verzicht auf eine erneute Kandidatur bei den Unterhauswahlen am 31. März 1966 an. Zugleich war er zwischen 1961 und 1962 Vizepräsident der Parlamentarischen Versammlung des Europarates.
Knapp zwei Monate nach seinem Ausscheiden wurde Henderson durch ein Letters Patent vom 27. Mai 1966 aufgrund des Life Peerages Act 1958 als Life Peer mit dem Titel Baron Rowley, of Rowley Regis in the County of Staffordshire, in den Adelsstand erhoben und gehörte damit bis zu seinem Tod am 28. August 1968 dem House of Lords als Mitglied an.
Sein älterer Bruder William Henderson war ebenfalls für einige Jahre Abgeordneter des House of Commons und wurde 1945 als Baron Henderson of Westgate Mitglied des House of Lords, dem er bis zu seinem Tod 1984 angehörte.

## Veröffentlichungen
- Industrial Law and Housing Law, Mitautor Henry Herman Slesser, London 1924
- Trade Unions and Law, London 1927
- Henderson and Maddock's Housing Acts, 1925 and 1930, Mitautor Herbert Leslie Maddock, Eyre & Spottiswoode, 1930
- Consolidating World Peace, 1931
- Henderson and Maddock's Housing Acts, 1899 to 1935, Mitautor Herbert Leslie Maddock, Eyre & Spottiswoode, 1935